# Canton de Bernay
Le canton de Bernay est une circonscription électorale française du département de l'Eure en région Normandie recréée par le décret du 25 février 2014 et entrée en vigueur lors des élections départementales de 2015.

## Histoire

### 1985
Le canton a disparu en 1985 à la suite de la création des cantons de Bernay-Ouest et Bernay-Est par décret.

### Réforme de 2014
Un nouveau découpage territorial de l'Eure (département) entre en vigueur à l'occasion des élections départementales de mars 2015, défini par le décret du 25 février 2014, en application des lois du 17 mai 2013 (loi organique 2013-402 et loi 2013-403).
Les conseillers départementaux sont, à compter de ces élections, élus au scrutin majoritaire binominal mixte. Les électeurs de chaque canton élisent au Conseil départemental (nouvelle appellation du Conseil général) deux membres de sexe différent, qui se présentent en binôme de candidats. Les conseillers départementaux sont élus pour 6 ans au scrutin binominal majoritaire à deux tours, l'accès au second tour nécessitant 12,5 % des inscrits au 1er tour.
En outre la totalité des conseillers départementaux est renouvelée. Ce nouveau mode de scrutin nécessite un redécoupage des cantons dont le nombre est divisé par deux avec arrondi à l'unité impaire supérieure si ce nombre n'est pas entier impair, assorti de conditions de seuils minimaux. Dans l'Eure, le nombre de cantons passe ainsi de 43 à 23.

### 2015
Le nouveau canton de Bernay est formé de communes des anciens cantons de Beaumesnil (16 communes), de Val-de-Reuil (1 commune), de Bernay-Ouest (8 communes), de Bernay-Est (8 communes) et de Saint-André-de-l'Eure (1 commune). Avec ce redécoupage administratif, le territoire du canton s'affranchit des limites d'arrondissements, avec 33 communes incluses dans l'arrondissement de Bernay et 1 dans l'arrondissement d'Évreux.
Le bureau centralisateur est situé à Bernay.

## Représentation

### Conseillers d'arrondissement (de 1833 à 1940)
Le canton de Bernay avait deux conseillers d'arrondissement.
| Période                                  | Période | Identité                                              | Étiquette    | Qualité |
| ---------------------------------------- | ------- | ----------------------------------------------------- | ------------ | --- |
| 1833                                     | 1839    | Jean Baptiste François Robert Dumont (1780-1847)      |              | Propriétaire, maire de Plasnes                                                                              |
| 1833                                     | 1842    | Louis Focet (1791-1851)                               |              | Marchand de toiles, adjoint au maire de Bernay                                                              |
| 1839                                     | 1842    | Parfait Honoré Lys                                    | Majorité     | Avocat, maire de Bernay, ancien député (mars à mai 1834)                                                    |
| 1842                                     | 1845    | Pierre Baptiste Dubus (1798-1866)                     |              | Avocat, maire de Bernay                                                                                     |
| 1845                                     | 1848    | M. Deshayes de La Radière                             |              | Propriétaire à Bernay                                                                                       |
|                                          |         |                                                       |              | |
|                                          | 1865    | Émile Vy (1812-1895)                                  |              | Commerçant à Bernay Élu conseiller général du canton de Thiberville                                         |
| 1861                                     | 1877    | Émile Focet (1823-1897, fils de L.Focet)              |              | Marchand de toiles, maire de Bernay (1860-1866)                                                             |
| 1865                                     | 1877    | Pierre Désiré Guérie                                  | Républicain  | |
| 1867                                     | 1874    | Thomas Simon                                          |              | Propriétaire, notaire, maire de Bernay (1867-1870)                                                          |
| 1877                                     | 1886    | Maurille Rousseau (1820-1892)                         | Monarchiste  | Marchand chapelier, maire de Bernay (1870-1882)                                                             |
| 1877                                     | 1883    | Ernest-Fernand Guérie                                 | Républicain  | Percepteur des contributions directes à Bernay                                                              |
| 1883                                     | 1895    | Pierre Écalard                                        | Monarchiste  | Propriétaire à Saint-Léger-de-Rôtes                                                                         |
| 1886                                     | 1895    | Raymond Cordier                                       | Droite       | Horticulteur pépiniériste à Bernay                                                                          |
| 1895                                     | 1901    | Albert Deshayes                                       | Républicain  | Maire d'Aclou                                                                                               |
| 1895                                     | 1901    | M. Ducosté                                            | Conservateur | Médecin à Brionne                                                                                           |
| 1901                                     | 1913    | Raymond Cordier                                       | Républicain  | Horticulteur pépiniériste à Bernay                                                                          |
| 1907                                     | 1913    | Émile Rousseau (1874-1946, fils de Maurille Rousseau) | Républicain  | Chapelier à Bernay                                                                                          |
| 1913                                     | 1925    | Jules Guilbert (1852-1932)                            | RG           | Propriétaire, minotier, Premier adjoint au maire de Bernay                                                  |
| 1913                                     | 1940    | Albert Loquet                                         | RG           | Maire de Plasnes                                                                                            |
| 1925                                     | 1940    | Émile Percot                                          | Rad.         | Menuisier, adjoint au maire de Bernay                                                                       |
| 1940                                     |         |                                                       |              | Les conseils d'arrondissement ont été suspendus par la loi du 12 octobre 1940 et n'ont jamais été réactivés |
| Les données manquantes sont à compléter. |         |                                                       |              | |

### Conseillers généraux de 1833 à 1985
| Période | Période      | Identité                        | Étiquette                                          | Qualité                                                                                                |
| ------- | ------------ | ------------------------------- | -------------------------------------------------- | --- |
| 1833    | 1845         | Auguste Le Prévost              | Centre                                             | Ancien Sous-Préfet, propriétaire à Rouen Maire de Saint-Martin Député (1834-1848) Membre de l'Institut |
| 1845    | 1851 (décès) | Louis Focet                     |                                                    | Négociant (marchand de toiles) à Bernay, conseiller d'arrondissement                                   |
| 1851    | 1874 (décès) | Baron Ernest de Croix d'Heuchin |                                                    | Officier, propriétaire à Serquigny, et du château de Francwaret (Belgique) Sénateur (1852)             |
| 1874    | 1877         | Thomas Simon                    | Droite                                             | Maire de Bernay (1867-1870), conseiller d'arrondissement                                               |
| 1877    | 1880 (décès) | Pierre Désiré Guérie            | Républicain                                        | Conseiller municipal de Bernay, ancien conseiller d'arrondissement                                     |
| 1881    | 1883         | Thomas Simon                    | Droite                                             | Ancien maire de Bernay                                                                                 |
| 1883    | 1886         | Ernest-Fernand Guérie           | Républicain                                        | Percepteur des contributions directes à Bernay                                                         |
| 1886    | 1892 (décès) | Maurille Rousseau (1820-1892)   | Républicain de droite                              | Marchand chapelier Maire de Bernay (1870-1882)                                                         |
| 1892    | 1917 (décès) | Léon Puel                       | Républicain                                        | Ancien greffier au Tribunal de première instance Maire de Bernay (1888-1902 et 1904-1912)              |
| 1917    | 1919         | siège vacant                    |                                                    | |
| 1919    | 1928         | Auguste Celos (1860-1936)       | RG                                                 | Employé de préfecture Maire de Bernay (1912-1925)                                                      |
| 1928    | 1933 (décès) | Sylla Lefèvre                   | RG puis Rad.                                       | Épicier Conseiller municipal de Bernay                                                                 |
| 1933    | 1940         | Raymond Simon (1884-1949)       | URD                                                | Cultivateur Maire de Courbépine                                                                        |
|         |              |                                 |                                                    | |
| 1945    | 1979         | Gustave Héon                    | Soc.ind. puis RPF puis UDSR puis RGR puis UDF-Rad. | Professeur Sénateur (1962-1981) Maire de Bernay (1944-1981) Président du Conseil Général (1958-1979)   |
| 1979    | 1985         | Marcel Mabile                   | PS                                                 | Facteur                                                                                                |

### Conseillers départementaux à partir de 2015
| Période élective | Période élective | Mandat | Mandat   | Identité           | Nuance | Nuance | Qualité |
| ---------------- | ---------------- | ------ | -------- | ------------------ | ------ | ------ | --- |
| 2015             | 2021             | 2015   | 2021     | Jean-Hugues Bonamy |        | UDI    | Maire-adjoint, puis maire de Bernay jusqu'en 2020 Ancien conseiller général du Canton de Bernay-Ouest, 4e vice-président du Conseil départemental, chargé des grandes infrastructures, de la voirie, des transports et de la mobilité. |
| 2015             | 2021             | 2015   | 2021     | Valérie Branlot    |        | DVD    | Conseillère municipale de Bernay |
| 2021             | 2028             | 2021   | en cours | Nicolas Gravelle   |        | DVD    | Agriculteur, conseiller municipal de Saint-Aubin-le-Vertueux Président DVD de l'Intercom Bernay Terres de Normandie |
| 2021             | 2028             | 2021   | en cours | Marie-Lyne Vagner  |        | DVD    | Maire SE-DVD de Bernay |

### Résultats détaillés

#### Élections de mars 2015
À l'issue du 1er tour des élections départementales de 2015, deux binômes sont en ballottage : Jean-Hugues Bonamy et Valérie Branlot (Union de la Droite, 34,41 %) et Lionel Prevost et Ingrid Varangle (Union de la Gauche, 30,94 %). Le taux de participation est de 52,59 % (9 588 votants sur 18 233 inscrits) contre 50,53 % au niveau départemental et 50,17 % au niveau national.
Au second tour, Jean-Hugues Bonamy et Valérie Branlot (Union de la Droite) sont élus avec 52,51 % des suffrages exprimés et un taux de participation de 51,35 % (4 512 voix pour 9 378 votants et 18 262 inscrits).

#### Élections de juin 2021
Le premier tour des élections départementales de 2021 est marqué par un très faible taux de participation (33,26 % au niveau national). Dans le canton de Bernay, ce taux de participation est de 35,55 % (6 372 votants sur 17 925 inscrits) contre 33,02 % au niveau départemental. À l'issue de ce premier tour, deux binômes sont en ballottage : Nicolas Gravelle et Marie-Lyne Vagner (Divers, 29,22 %) et Edith Buffet-Le Roy et Frédéric Delamare (Union à gauche, 23,48 %).
Le second tour des élections est marqué une nouvelle fois par une abstention massive équivalente au premier tour. Les taux de participation sont de 34,3 % au niveau national, 32,76 % dans le département et 35,58 % dans le canton de Bernay. Nicolas Gravelle et Marie-Lyne Vagner (Divers) sont élus avec 54,91 % des suffrages exprimés (3 197 voix pour 6 378 votants et 17 927 inscrits),,.

## Composition
Le nouveau canton de Bernay comprenait trente-quatre communes entières à sa création.
À la suite des fusions intervenues entre le 1er janvier 2016 et le 1er janvier 2019, ainsi qu'au décret du 5 mars 2020 rattachant entièrement les communes nouvelles de Treis-Sants-en-Ouche au canton de Bernay et de Nassandres sur Risle au canton de Brionne, le nombre de communes descend à 17.
| Nom                            | Code Insee | Intercommunalité                       | Superficie (km2) | Population (dernière pop. légale) | Densité (hab./km2) | Modifier                                    |
| ------------------------------ | ---------- | -------------------------------------- | ---------------- | --------------------------------- | ------------------ | ------------------------------------------- |
| Bernay (bureau centralisateur) | 27056      | CC Intercom Bernay Terres de Normandie | 24,03            | 9 801 (2022)                      | 408                | modifier les données · modifier les données |
| Caorches-Saint-Nicolas         | 27129      | CC Intercom Bernay Terres de Normandie | 11,78            | 603 (2022)                        | 51                 | modifier les données · modifier les données |
| Corneville-la-Fouquetière      | 27173      | CC Intercom Bernay Terres de Normandie | 3,99             | 123 (2022)                        | 31                 | modifier les données · modifier les données |
| Courbépine                     | 27179      | CC Intercom Bernay Terres de Normandie | 11,91            | 725 (2022)                        | 61                 | modifier les données · modifier les données |
| Fontaine-l'Abbé                | 27251      | CC Intercom Bernay Terres de Normandie | 13,23            | 567 (2022)                        | 43                 | modifier les données · modifier les données |
| Malouy                         | 27381      | CC Lieuvin Pays d'Auge                 | 3,14             | 171 (2022)                        | 54                 | modifier les données · modifier les données |
| Menneval                       | 27398      | CC Intercom Bernay Terres de Normandie | 6,63             | 1 532 (2022)                      | 231                | modifier les données · modifier les données |
| Mesnil-en-Ouche                | 27049      | CC Intercom Bernay Terres de Normandie | 165,40           | 4 441 (2022)                      | 27                 | modifier les données · modifier les données |
| Le Noyer-en-Ouche              | 27444      | CC Intercom Bernay Terres de Normandie | 10,90            | 206 (2022)                        | 19                 | modifier les données · modifier les données |
| Plainville                     | 27460      | CC Intercom Bernay Terres de Normandie | 6,41             | 206 (2022)                        | 32                 | modifier les données · modifier les données |
| Plasnes                        | 27463      | CC Intercom Bernay Terres de Normandie | 16,06            | 728 (2022)                        | 45                 | modifier les données · modifier les données |
| Saint-Léger-de-Rôtes           | 27557      | CC Intercom Bernay Terres de Normandie | 6,46             | 456 (2022)                        | 71                 | modifier les données · modifier les données |
| Saint-Martin-du-Tilleul        | 27569      | CC Intercom Bernay Terres de Normandie | 5,15             | 245 (2022)                        | 48                 | modifier les données · modifier les données |
| Saint-Victor-de-Chrétienville  | 27608      | CC Intercom Bernay Terres de Normandie | 5,81             | 439 (2022)                        | 76                 | modifier les données · modifier les données |
| Serquigny                      | 27622      | CC Intercom Bernay Terres de Normandie | 11,40            | 1 772 (2022)                      | 155                | modifier les données · modifier les données |
| Treis-Sants-en-Ouche           | 27516      | CC Intercom Bernay Terres de Normandie | 30,73            | 1 334 (2022)                      | 43                 | modifier les données · modifier les données |
| Valailles                      | 27667      | CC Intercom Bernay Terres de Normandie | 5,37             | 409 (2022)                        | 76                 | modifier les données · modifier les données |
| Canton de Bernay               | 2702       |                                        | 338,40           | 23 758 (2022)                     | 70                 | modifier les données                        |

## Démographie
En 2022, le canton comptait 23 758 habitants, en évolution de −3,85 % par rapport à 2016 (Eure : −0,25 %, France hors Mayotte : +2,11 %).
| 2013   | 2018   | 2022   |
| ------ | ------ | ------ |
| 24 645 | 24 232 | 23 758 |